# Scraptia inclusa
Scraptia inclusa is een keversoort uit de familie bloemspartelkevers (Scraptiidae). De wetenschappelijke naam van de soort is voor het eerst geldig gepubliceerd in 1941 door Ermisch.